# Volísio
Volísio (em latim: Volisius) foi um rei celta que reinou no século I a.C. sobre o povo dos coritanos, nas Terras médias do Leste da atual Inglaterra.

## Proto-história
Os coritanos foram um povo poderoso cultura bretônica localizado, segundo Venceslas Kruta, em Lincolnshire, em Leicestershire, em Nottinghamshire e parcialmente em Humberside. Tinham por vizinhos os Brigantes ao norte, os icenos e os Catuvelaunos ao sul. Os coritanos muito rapidamente chegaram e adotaram a cunhagem, porque o período de emissão vai de 70 à 45 a.C.
Estas são as inscrições nas moedas que atestam a existência de Volísio, tão bem quanto os outros membros da linhagem de soberanos. É mencionado em três séries de moedas, datadas de 45 a.C. com três outros reis: Dumnovelauno, Dumnocoveros e Cartivélio. Um lote importante de moedas descobertos em Yorkshire poderia indicar um deslocamento de Volísio e dos coritanos em direção ao norte, durante a conquista da ilha da Grã Bretanha pelos romanos.